# 비올렛 워티에
비올렛 워티에(Violette Wautier, 1993년 10월 10일 ~ )는 벨기에계 태국의 가수, 배우이다. 음악 경연 프로그램 《더 보이스》 태국 시즌 2에 참가한 이력이 있다.